# أليوت أبرامز
أليوت أبرامز (بالإنجليزية: Elliot Abrams) هو عالم أرصاد أمريكي، ولد في 31 مايو 1947 في فيلادلفيا في الولايات المتحدة.